# Liste der Staatsoberhäupter 1431
Übersicht
◄◄ | ◄ | 1427 | 1428 | 1429 | 1430 | Liste der Staatsoberhäupter 1431 | 1432 | 1433 | 1434 | 1435 | ► | ►►

Weitere Ereignisse

## Afrika
- Ägypten (Burdschiyya-Dynastie)
  - Sultan: al-Aschraf Saif ad-Din Barsbay (1422–1438)

- Algerien (Abdalwadiden)
  - Sultan: Abul-Abbas Ahmad I. al-Aqil (1430–1462)

- Äthiopien
  - Kaiser (Negus Negest): Takla Mariam (1430–1433)

- Ifriqiya (Ost-Algerien, Tunesien) (Hafsiden)
  - Kalif: Abd al-Aziz II. (1394–1434)

- Jolof (im heutigen Senegal)
  - Buur-ba Jolof: Tyukuli N'Diklam (1420–1440)

- Kanem-Bornu (Sefuwa-Dynastie)
  - König / Mai: Abdullah III. (1424–1431)
  - König / Mai: Ibrahim II. (1431–1439)

- Kano
  - König: Daud (1421–1438)

- Marokko (Meriniden)
  - Sultan: Abdalhaqq II. (1420–1465)

## Amerika
- Aztekenreich
  - Tlatoani: Itzcóatl (1427–1440)

- Inkareich
  - Inka: Viracocha Inca (1410–1438)

## Asien
- Ak Koyunlu
  - Herrscher: Qara Yülük Uthman (1389–1453)

- Champa
  - König: Jaya Indravarman VII. (1400–1441)

- China (Ming-Dynastie)
  - Kaiser: Xuande (1425–1435)

- Japan
  - Kaiser: Go-Hanazono (1428–1464)
  - Shōgun Ashikaga: Ashikaga Yoshinori (1429–1441)

- Korea (Joseon-Dynastie)
  - König: Sejong (1418–1450)

- Persien 
  - Sultan (Timuriden-Dynastie): Schah-Ruch (1406–1447)

- Siam
  - Ayutthaya
    - König: Borommaracha II. (1424–1448)

  - Lan Na
    - König: Sam Fang Kaen (1401–1441)

  - Lan Xang
    - König: Konekham (1430–1432)

  - Sukhothai
    - König: Maha Thammaracha IV. (1419–1438)

- Trapezunt
  - Kaiser: Johannes IV. (1429–1458)

## Europa
- Andorra
  - Co-Fürsten:
    - Graf von Foix: Johann I. (1412–1436)
    - Bischof von Urgell: Francesc de Tovia (1416–1436)

- Byzantinisches Reich
  - Kaiser: Johannes VIII. Palaiologos (1425–1448)

- Dänemark (1397–1523  Personalunion mit Norwegen und Schweden)
  - König: Erich VII. (1397–1439)

- Deutschordensstaat
  - Hochmeister: Paul von Rusdorf (1422–1441)

- England
  - König: Heinrich VI. (1422–1461, 1470–1471)

- Frankreich
  - König: Karl VII., der Siegreiche (1422–1461)
  - Bretagne
    - Herzog: Johann VI. (1399–1442)

- Heiliges Römisches Reich
  - König: Sigismund (1411–1437) (ab 1433 Kaiser)
  - Kurfürstentümer
    - Erzstift Köln
      - Erzbischof: Dietrich II. von Moers (1414–1463) (1414–1463 Administrator von Paderborn)

    - Erzstift Mainz
      - Erzbischof: Konrad III. von Dhaun (1419–1434)

    - Erzstift Trier
      - Erzbischof: Raban von Helmstatt (1430–1439)

    - Böhmen
      - König: Sigismund (1420–1437)

    - Brandenburg
      - Markgraf: Friedrich I. (1415–1440)

    - Kurpfalz
      - Pfalzgraf: Ludwig III. (1410–1436)

    - Sachsen
      - Kurfürst: Friedrich II. der Sanftmütige (1428–1464)

  - geistliche Fürstentümer
    - Hochstift Augsburg
      - Bischof: Peter von Schaumberg (1424–1469)

    - Hochstift Bamberg
      - Bischof: Friedrich III. von Aufseß (1421–1431)
      - Bischof: Anton von Rotenhan (1431–1459)

    - Hochstift Basel
      - Bischof: Johann IV. von Fleckenstein  (1423–1436)

    - Erzstift Besançon
      - Administrator: Jean de Rochetaillée (1429–1437) (1418–1422 Bischof von Genf)

    - Hochstift Brandenburg
      - Bischof: Stephan Bodecker (1421–1459)

    - Erzstift Bremen
      - Erzbischof: Nikolaus von Oldenburg-Delmenhorst (1421–1435)

    - Hochstift Brixen
      - Bischof: Ulrich Putsch (1427–1437)

    - Hochstift Cambrai
      - Bischof: Jean V. de Gavre (1411–1438)

    - Hochstift Cammin
      - Bischof: Siegfried II. Bock (1424–1446)

    - Hochstift Chur
      - Bischof: Johannes IV. Naso (1418–1440)

    - Abtei Corvey
      - Abt: Moritz von Spiegelberg (1417–1435)

    - Hochstift Eichstätt
      - Bischof: Albrecht II. von Hohenrechberg (1429–1445)

    - Hochstift Freising
      - Bischof: Nikodemus della Scala (1422–1443)

    - Abtei Fulda
      - Abt: Johann von Merlau (1395–1440)

    - Hochstift Genf
      - Bischof: François de Metz (1426–1444)

    - Hochstift Halberstadt
      - Bischof: Johannes von Hoym (1419–1437)

    - Hochstift Havelberg
      - Bischof: Konrad von Lintorff (1427–1460)

    - Hochstift Hildesheim
      - Bischof: Magnus von Sachsen-Lauenburg (1424–1452) (1410–1424 Bischof von Cammin)

    - Hochstift Konstanz
      - Bischof: Otto III. von Hachberg (1410–1434)

    - Hochstift Lausanne
      - Bischof: Guillaume IV. de Challant  (1406–1431)
      - Bischof: Louis de La Palud (1431–1433)

    - Hochstift Lübeck
      - Bischof: Johannes VII. Schele (1420–1439)

    - Hochstift Lüttich
      - Bischof: Johann VIII. von Heinsberg (1419–1456)

    - Erzstift Magdeburg
      - Erzbischof: Günther II. von Schwarzburg (1403–1445)

    - Hochstift Meißen
      - Bischof: Johannes IV. Hoffmann von Schweidnitz (1427–1451)

    - Hochstift Merseburg
      - Bischof: Nikolaus Lubich (1411–1431)
      - Bischof: Johann II. Bose (1431–1463)

    - Hochstift Metz
      - Bischof: Conrad II. Bayer von Boppard (1415–1459)

    - Hochstift Minden
      - Bischof: Wilbrand von Hallermund (1406–1436)

    - Hochstift Münster
      - Bischof: Heinrich II. von Moers (1424–1450) (1442–1450 Administrator von Osnabrück)

    - Hochstift Naumburg
      - Bischof: Johann II. von Schleinitz (1422–1434)

    - Hochstift Osnabrück
      - Bischof: Johann III. von Diepholz (1424–1437)

    - Hochstift Paderborn
      - Administrator: Dietrich III. von Moers (1414–1463) (1414–1463 Erzbischof von Köln)

    - Hochstift Passau
      - Bischof: Leonhard von Laiming (1423–1451)

    - Hochstift Ratzeburg
      - Bischof: Johannes I. Trempe (1418–1431)
      - Bischof: Pardam von dem Knesebeck (1431–1440)

    - Hochstift Regensburg
      - Bischof: Konrad VII. von Soest (1428–1437)

    - Erzstift Salzburg
      - Erzbischof: Johann II. von Reisberg (1429–1441)

    - Hochstift Schwerin
      - Bischof: Hermann III. Köppen (1429–1444)

    - Hochstift Sitten
      - Bischof: Andreas dei Benzi (1418–1437) (bis 1431 Administrator)

    - Hochstift Speyer
      - Bischof: Raban von Helmstatt (1396–1436) (1436–1438 Administrator von Speyer; 1424–1425 Bischof von Utrecht; 1430–1439 Erzbischof von Trier)
      - Bischof: Adolf von Eppstein (1430–1433)

    - Hochstift Straßburg
      - Bischof: Wilhelm II. von Diest (1393–1439)

    - Hochstift Toul
      - Bischof: Heinrich II. de la Ville-sur-Illon (1409–1436)

    - Hochstift Trient
      - Bischof: Alexander von Masowien (1423–1444)

    - Hochstift Utrecht
      - Bischof: Zweder van Culemborg (1425–1433)

    - Hochstift Verden
      - Bischof: Johannes III. von Asel (1426–1470)

    - Hochstift Verdun
      - Bischof: Louis de Haraucourt (1430–1437)

    - Hochstift Worms
      - Bischof: Friedrich II. von Domneck (1427–1445)

    - Hochstift Würzburg
      - Bischof: Johann II. von Brunn (1411–1440)

  - weltliche Fürstentümer
    - Baden
      - Markgraf: Bernhard I. (1372–1431)
      - Markgraf: Jakob I. (1431–1453)

    - Bayern
      - Bayern-Ingolstadt
        - Herzog: Ludwig VII., der Bärtige (1413–1447)

      - Bayern-Landshut
        - Herzog: Heinrich XVI. (1393–1450)

      - Bayern-München (gemeinsame Herrschaft)
        - Herzog: Ernst (1397–1438)
        - Herzog: Wilhelm III. (1397–1435)

      - Bayern-Straubing-Holland
        - Herzogin: Jakobäa (1417–1436)

    - Berg (seit 1423 Personalunion mit Jülich)
      - Herzog: Adolf VII. (1408–1437) (1423–1437 Herzog von Jülich, 1395–1402 Graf von Ravensberg)

    - Brandenburg-Ansbach
      - Markgraf: Friedrich VI. (1397–1440) (1415–1440 Markgraf von Brandenburg)

    - Brandenburg-Kulmbach
      - Markgraf: Friedrich VI. (1420–1440) (1415–1440 Markgraf von Brandenburg)

    - Herzogtum Braunschweig-Lüneburg
      - Braunschweig-Göttingen
        - Herzog: Otto II. (1394–1463)

      - Braunschweig-Grubenhagen
        - Herzog: Heinrich III. (1427–1464) (bis 1437 unter Vormundschaft)
        - Herzog: Albrecht II. (1427–1485) (bis 1440 unter Vormundschaft)
        - Herzog: Ernst (1427–1464) (bis 1440 unter Vormundschaft)

      - Braunschweig-Lüneburg
        - Herzog: Bernhard I. (1388–1409) (1428–1434)

      - Braunschweig-Wolfenbüttel (gemeinsame Herrschaft 1428–1432)
        - Herzog: Heinrich II. (1428–1473)
        - Herzog: Wilhelm I. (1428–1432) (1473–1482)

    - Hanau
      - Graf: Reinhard II. (1404–1451) (bis 1429 Herr)

    - Hanau
      - Graf: Reinhard II. (1404–1452) (bis 1429 Herr)

    - Hessen
      - Landgraf: Ludwig I. (1413–1458)

    - Hohenzollern
      - Graf: Eitel Friedrich I. (1401–1439)

    - Jülich (seit 1423 Personalunion mit Berg)
      - Herzog: Adolf (1423–1437)

    - Kleve
      - Herzog: Adolf II. (1394–1448) (bis 1417 Graf)

    - Lippe
      - Herr: Bernhard VII. (1429–1511)

    - Lothringen
      - Herzog: Karl II. (1390–1431)
      - Herzogin: Isabella (1431–1453)
      - Herzog: René I. (1431–1453) (Iure uxoris) (1435–1442 König von Neapel, 1434–1480 Herzog von Anjou, 1419–1480 Herzog von Bar, 1434–1480 Graf von Provence)

    - Nassau
      - ottonische Linie
        - Nassau-Beilstein
          - Graf: Johann I. (1412–1473) (Beilstein und Megerskirchen)
          - Graf: Heinrich III. (1418–1477) (Liebenscheid)

        - Nassau-Dillenburg (gemeinsame Herrschaft)
          - Graf: Johann II. (1416–1443)
          - Graf: Engelbert I. (1416–1442)
          - Graf: Johann III. (1416–1429/33)

      - walramische Linie
        - Nassau-Idstein
          - Graf: Johann (1426–1480)

        - Nassau-Weilburg (gemeinsame Herrschaft)
          - Graf: Philipp II. (1429–1492) (bis 1438 unter Vormundschaft)
          - Graf: Johann II. (1429–1442) (bis 1442 unter Vormundschaft) (1442–1472 Graf von Nassau-Saarbrückrn)

    - Oldenburg
      - Graf: Dietrich (1403–1440)

    - Ortenburg
      - Graf: Etzel I. (1422–1444)

    - Pfalz (Kurlinie siehe unter Kurfürstentümer)
      - Pfalz-Mosbach
        - Pfalzgraf: Otto I. (1410–1448/61)

      - Pfalz-Neumarkt
        - Pfalzgraf: Johann (1410–1443)

      - Pfalz-Simmern-Zweibrücken
        - Pfalzgraf: Stefan (1410–1453)

    - Pommern
      - Pommern-Barth
        - Herzog: Barnim VIII. (1425–1451)
        - Herzog: Swantibor II. (1425–1432/6)

      - Pommern-Stettin
        - Herzog: Kasimir V. (1413–1435)

      - Pommern-Stolp
        - Herzog: Bogislaw IX. (1418–1446)

      - Pommern-Wolgast
        - Herzog: Barnim VII. (1415–1451)

    - Ravensberg
      - Graf: Gerhard II. (1428–1475)

    - Sachsen-Lauenburg (Askanier)
      - Herzog: Erich V. (1411–1435)

    - Waldeck
      - Waldeck-Landau
        - Graf: Adolf III. (1397–1431)
        - Graf: Otto III. (1431–1459)

      - Waldeck-Waldeck
        - Graf: Heinrich VII. (1397–1442/4)

    - Württemberg
      - Graf: Ludwig I. (1419–1442/50) (bis 1426 unter Vormundschaft)
      - Graf: Ulrich V. der Vielgeliebte (1419–1442/80) (bis 1433 unter Vormundschaft)

- Italienische Staaten
  - Este
    - Markgraf: Taddeo d’Este (1415–1448)

  - Ferrara, Modena und Reggio
    - Herr: Niccolò III. d’Este (1393–1441)

  - Genua
    - unter mailändischer Herrschaft (1421–1435)

  - Kirchenstaat
    - Papst: Martin V. (1417–1431)
    - Papst: Eugen IV. (1431–1447)

  - Mailand
    - Herzog: Filippo Maria Visconti (1412–1447)

  - Mantua
    - Graf: Gianfrancesco I. Gonzaga (1407–1444) (ab 1433 Markgraf)

  - Montferrat
    - Markgraf: Johann Jakob (1418–1431) (1433–1445)

  - Neapel
    - Königin: Johanna II. (1414–1435)

  - Rimini
    - Herr: Galeotto Roberto Malatesta (1429–1432)

  - Saluzzo
    - Markgraf: Ludwig I. (1416–1475)

  - San Marino
    - Capitano Reggente: Sante Lunardini (1430–1431)
    - Capitano Reggente: Benetino di Paolino (1430–1431)
    - Capitano Reggente: Antonio di Simone Belluzzi (1431)
    - Capitano Reggente: Antonio di Rigo (1431)
    - Capitano Reggente: Giovanni di Antonio (1431–1432)
    - Capitano Reggente: Antonio di Bartolino (1431–1432)

  - Savoyen
    - Herzog: Amadeus VIII. (1391–1434/39) (bis 1416 Graf)

  - Sizilien (1412–1713 zu Aragon bzw. Spanien)
    - König: Alfons I. (1416–1458)
      - Vizekönig: Nicolás Speciale (1423–1424) (1425–1432)
      - Vizekönig: Guillermo Moncada (1429–1432)
      - Vizekönig: Giovanni Ventimiglia, Graf von Gerace (1430–1432)

  - Urbino
    - Graf: Guidantonio da Montefeltro (1404–1443)

  - Venedig
    - Doge: Francesco Foscari (1423–1457)

- Monaco
  - Seigneur: Jean I. (1407–1454)

- Norwegen
  - König: Erik VII. (1412–1442)

- Osmanisches Reich
  - Sultan: Murat II. (1421–1451)

- Polen
  - König: Władysław II. Jagiełło (1386–1434)

- Portugal
  - König: Johann I. (1385–1433)

- Russland
  - Großfürst: Wassili II. (1425–1462)

- Schottland
  - König: Jakob I. (1406–1437)

- Schweden
  - König: Erik VII. (1412–1441)

- Spanische Staaten
  - Aragon
    - König: Alfons V. (1416–1458) (1442–1458 König von Neapel)

  - Granada
    - Emir: Muhammad IX. (1419–1427, 1429–1431, 1432–1445, 1448–1453)

  - Kastilien
    - König: Johann II. (1406–1454)

  - Navarra
    - Königin: Blanka (1425–1441)
    - König: Johann II. (1425–1479) (de iure uxoris) (1458–1479 König von Aragón und Sizilien)

- Ungarn
  - König: Sigismund (1387–1437)

- Walachei
  - Fürst: Dan III. (1422–1423) (1423–1424) (1424–1426) (1427–1431)
  - Fürst: Alexandru Aldea (1431–1436)

- Zeta
  - Fürst: Stefan I. Crnojević (1427–1465)

- Zypern
  - König: Janus (1398–1432)